# Roelof den Ouden
Roelof den Ouden (Nieuw-Lekkerland, 6 juni 1978) is een Nederlands schrijver van christelijke jeugdliteratuur. 

## Leven en werk
Den Ouden had de intentie om na zijn havo-opleiding aan een reformatorische school in Rotterdam naar de pabo in Leiden te gaan, maar kreeg daar al spoedig spijt van. Vervolgens zocht en vond hij werk in de administratieve sector. Verhalen schrijven was echter zijn grote hobby en na meerdere teleurstellingen en mislukte manuscripten kreeg hij uiteindelijk van een uitgever tips en adviezen en mede door die hulp kwam in 2005 zijn eerste boek uit: Zwendel op Zuid-Beveland, waarna hij vrijwel ieder jaar een nieuw boek uitbracht. Ook geeft hij lezingen op diverse scholen over het schrijven van boeken en hoe die tot stand komen  en schrijft hij verhalen voor tijdschriften zoals "de Gezinsgids".
Naast het schrijven van jeugdliteratuur heeft hij nog een baan in de logistiek.

## Privé
Den Ouden is in 2001 getrouwd en heeft zeven kinderen, (vier meisjes en drie jongens).